# داوولسهاوزن
داوولسهاوزن (به آلمانی: Dauwelshausen) یک شهر در آلمان است که در بیتبورگ-پروم واقع شده‌است.